# Asencyrtus
Asencyrtus is een geslacht van vliesvleugeligen uit de familie Encyrtidae. De wetenschappelijke naam van dit geslacht is voor het eerst geldig gepubliceerd in 1972 door Trjapitzin.

## Soorten
Het geslacht Asencyrtus is monotypisch en omvat slechts de volgende soort:
- Asencyrtus deserticola Trjapitzin, 1971